# Michelle Terry
Michelle Terry (Weston-super-Mare, 1979) è un'attrice, direttrice artistica e regista teatrale britannica.

## Biografia
Dopo aver studiato all'Università di Cardiff ha debuttato come attrice in Spirito allegro di Noël Coward al Savoy Theatre di Londra. Da allora ha recitato in numerose produzioni, a Londra e nel resto della Gran Bretagna, soprattutto in opere di Shakespeare: Come vi piace (2005), Pericle (2006), Il racconto d'Inverno (2006), Pene d'amore perdute (2009), Tutto è bene quel che finisce bene (2009), La commedia degli errori (2011), Sogno di una notte di mezza estate (2013), Molto rumore per nulla (2014) ed Enrico V (2016). Nel 2016 recita al Royal National Theatre nel primo revival del controverso dramma di Sarah Kane Cleansed e dall'aprile 2018 è la nuova direttrice artistica del Globe Theatre di Londra.
Nel 2011 vinse il Laurence Olivier Award alla miglior attrice non protagonista per Tribes al Royal Court Theatre.
È sposata con l'attore Paul Ready, da cui ha avuto una figlia.